# مارشفيلد (ميزوري)
مارشفيلد (بالإنجليزية: Marshfield city, Missouri)‏ هي مدينة تقع بولاية ميزوري في الولايات المتحدة. تبلغ مساحتها 13.52 كم2، وترتفع عن سطح البحر 455 م، بلغ عدد سكانها 6,633 نسمة في عام 2010 حسب إحصاء مكتب تعداد الولايات المتحدة وتصل الكثافة السكانية فيها 490.6 نسمة لكل كيلومتر مربع (1,270.6/ميل2).

## التركيبة السكانية
حدّد مكتب تعداد الولايات المتحدة بيانات التركيبة السكانية لمارشفيلد في تعداد الولايات المتحدة. في ما يلي، التركيبة السكانية حسب تعدادي 2000 و2010.

### تعداد عام 2000
بلغ عدد سكان مارشفيلد 5,720 نسمة بحسب تعداد عام 2000، وبلغ عدد الأسر 2,256 أسرة وعدد العائلات 1,533 عائلة مقيمة في المدينة. في حين سجلت الكثافة السكانية 423.1 نسمة لكل كيلومتر مربع (1,095.8/ميل2). وبلغ عدد الوحدات السكنية 2,417 وحدة بمتوسط كثافة قدره 178.8 لكل كيلومتر مربع (463.1/ميل2).
وتوزع التركيب العرقي للمدينة بنسبة 97.80% من البيض و0.19% من الأمريكيين الأفارقة و0.42% من الأمريكيين الأصليين و0.30% من الأمريكيين ذوي الأصول الآسيوية و0.12% من الأعراق الأخرى و1.17% من عرقين مختلطين أو أكثر و1.75% من الهسبانيون أو اللاتينيون من أي عرق.
بلغ عدد الأسر 2,256 أسرة كانت نسبة 36.7% منها لديها أطفال تحت سن الثامنة عشر تعيش معهم، وبلغت نسبة الأزواج القاطنين مع بعضهم البعض 53.2% من أصل المجموع الكلي للأسر، ونسبة 11.4% من الأسر كان لديها معيلات من الإناث دون وجود شريك، بينما كانت نسبة 3.3% من الأسر لديها معيلون من الذكور دون وجود شريكة وكانت نسبة 32% من غير العائلات. تألفت نسبة 28.7% من أصل جميع الأسر من عدة أفراد يعيشون في نفس المنزل ونسبة 16% كانت تتألف من شخص يعيش بمفرده يبلغ من العمر 65 عاماً أو أكثر. وبلغ متوسط حجم الأسرة المعيشية 2.44، أما متوسط حجم العائلات فبلغ 3.00.
بلغ العمر الوسطي للسكان 35.1 عاماً. وكانت نسبة 27.1% من القاطنين تحت سن الثامنة عشر، وكانت نسبة 9.3% بين الثامنة عشر والرابعة والعشرين عاماً، ونسبة 26.9% كانت واقعةً في الفئة العمرية ما بين الخامسة والعشرين والرابعة والأربعين عاماً، ونسبة 17.7% كانت ما بين الخامسة والأربعين والرابعة والستين، ونسبة 15.2% كانت ضمن فئة الخامسة والستين عاماً فما فوق. يوجد لكل 100 أنثى 87.1 ذكر، ويوجد لكل 100 أنثى في الثامنة عشر من عمرها فما فوق 81.8 ذكر.
بلغ متوسط دخل الأسرة في المدينة 27,753 دولارًا، أما متوسط دخل العائلة فبلغ 36,090 دولارًا. وكان متوسط دخل الذكور 27,813 دولارًا مقابل 20,752 دولارًا للإناث. وسجل دخل الفرد الخاص بالمدينة 14,855 دولارًا. وكانت نسبة 5.5% من العائلات ونسبة 11.6% من السكان تحت خط الفقر، وكان من هؤلاء نسبة 11.6% تحت سن الثامنة عشر ونسبة 12.2% في الخامسة والستين من العمر وما فوق.

### تعداد عام 2010
بلغ عدد سكان مارشفيلد 6,633 نسمة بحسب تعداد عام 2010، وبلغ عدد الأسر 2,605 أسرة وعدد العائلات 1,756 عائلة مقيمة في المدينة. في حين سجلت الكثافة السكانية 490.6 نسمة لكل كيلومتر مربع (1,270.6/ميل2). وبلغ عدد الوحدات السكنية 2,918 وحدة بمتوسط كثافة قدره 215.8 لكل كيلومتر مربع (558.9/ميل2).
وتوزع التركيب العرقي للمدينة بنسبة 96.50% من البيض و0.39% من الأمريكيين الأفارقة و0.77% من الأمريكيين الأصليين و0.15% من الأمريكيين ذوي الأصول الآسيوية و0.03% من سكان جزر المحيط الهادئ و0.45% من الأعراق الأخرى و1.70% من عرقين مختلطين أو أكثر و1.72% من الهسبانيون أو اللاتينيون من أي عرق.
بلغ عدد الأسر 2,605 أسرة كانت نسبة 37% منها لديها أطفال تحت سن الثامنة عشر تعيش معهم، وبلغت نسبة الأزواج القاطنين مع بعضهم البعض 49% من أصل المجموع الكلي للأسر، ونسبة 14% من الأسر كان لديها معيلات من الإناث دون وجود شريك، بينما كانت نسبة 4.4% من الأسر لديها معيلون من الذكور دون وجود شريكة وكانت نسبة 32.6% من غير العائلات. تألفت نسبة 28.9% من أصل جميع الأسر من عدة أفراد يعيشون في نفس المنزل ونسبة 14.9% كانت تتألف من شخص يعيش بمفرده يبلغ من العمر 65 عاماً أو أكثر. وبلغ متوسط حجم الأسرة المعيشية 2.47، أما متوسط حجم العائلات فبلغ 3.04.
بلغ العمر الوسطي للسكان 36.4 عاماً. وكانت نسبة 27.6% من القاطنين تحت سن الثامنة عشر، وكانت نسبة 8.5% بين الثامنة عشر والرابعة والعشرين عاماً، ونسبة 24.3% كانت واقعةً في الفئة العمرية ما بين الخامسة والعشرين والرابعة والأربعين عاماً، ونسبة 21.9% كانت ما بين الخامسة والأربعين والرابعة والستين، ونسبة 17.7% كانت ضمن فئة الخامسة والستين عاماً فما فوق. وتوزع التركيب الجنسي للسكان بنسبة 47.1% ذكور و52.9% إناث.

## وصلات خارجية
- الموقع الرسمي